# Amphiprion tricinctus
Amphiprion tricinctus là một loài cá hề thuộc chi Amphiprion trong họ Cá thia. Loài này được mô tả lần đầu tiên vào năm 1953.

## Từ nguyên
Từ định danh được ghép bởi hai tính từ trong tiếng Latinh: tri ("ba") và cinctus ("dây thắt lưng"), hàm ý đề cập đến ba dải sọc trắng (đôi khi chỉ có hai) trên cơ thể của loài cá này.

## Phạm vi phân bố và môi trường sống
A. tricinctus có phạm vi phân bố giới hạn ở quần đảo Marshall; những ghi nhận trước đây của loài này tại Nouvelle-Calédonie là do nhầm lẫn với Amphiprion akindynos. Loài này sinh sống gần các rạn san hô ngoài khơi và trong đầm phá ở độ sâu khoảng 3–40 m.
Ban đầu, A. tricinctus được biết là sống cộng sinh với hải quỳ thuộc bốn loài sau: Entacmaea quadricolor, Heteractis aurora, Heteractis crispa và Stichodactyla mertensii; loài hải quỳ thứ năm được ghi nhận sau đó là Stichodactyla haddoni.

## Mô tả
A. tricinctus có chiều dài cơ thể tối đa được ghi nhận là 13 cm. A. tricinctus có màu nâu sẫm hoặc đen với ba (hoặc hai) dải sọc trắng, trừ mõm, ngực, bụng, vây bụng và vây hậu môn thường có màu cam phớt vàng. Vây lưng và vây đuôi tiệp màu với thân. Tuy nhiên, những cá thể sống cộng sinh với hải quỳ S. mertensii lại có màu nâu sẫm/đen trên toàn cơ thể với sọc trắng.
So với A. tricinctus, Amphiprion fuscocaudatus có các vệt trắng ở trên đuôi, và dải trắng trên cuống đuôi của Amphiprion chrysogaster thì rộng hơn. Cả A. chrysogaster và A. fuscocaudatus có nhiều màu vàng hơn ở ngực, bụng, vây bụng và vây hậu môn, trong khi những phần này ở A. tricinctus lại sẫm màu cam hơn.
Số gai ở vây lưng: 10–11; Số tia vây ở vây lưng: 15–17; Số gai ở vây hậu môn: 2; Số tia vây ở vây hậu môn: 13–14.

## Sinh thái học
Cũng như những loài cá hề khác, A. tricinctus là một loài lưỡng tính tiền nam (cá cái trưởng thành đều phải trải qua giai đoạn là cá đực) nên cá đực có kích thước nhỏ hơn cá cái. Một con cá cái sẽ sống thành nhóm cùng với một con đực lớn (đảm nhận chức năng sinh sản) và nhiều con non nhỏ hơn. Trứng được cá đực lớn bảo vệ và chăm sóc đến khi chúng nở.
Thức ăn của A. tricinctus là các loài giáp xác chân chèo, các loài giun biển và tảo.

## Thương mại
A. tricinctus được đánh bắt bởi những người buôn bán cá cảnh và cũng đã được nhân giống trong điều kiện nuôi nhốt.